# Gail Kim
Gail Kim là đô vật nữ đầu tiên của TNA giành danh hiệu cao quý TNA Women's World Championship sau đó cô cũng giành được giải thưởng TNA Knockout of the Year dành cho đô vật nữ xuất sắc nhất năm. Trước kia, khi còn thi đấu cho WWE, cô cũng là đô vật nữ đầu tiên dành đai vô địch. Sau khi chuyển sang thi đấu cho TNA, cô từng thi đấu cùng nhiều đô vật khác nhau cho đến khi giải đấu tổ chức cả cho nữ.

## Nhạc hiệu
- "International Woman"
- "Anime Girls"
- "Guilty"
- "Gail Force"
- "Unstoppable"

## Tên thường gọi
- Gail Kim
- La Felina

## Danh hiệu đã đạt
- World Wrestling Entertainment
- WWE Women's Championship (1 lần)
- Total Nonstop Action Wrestling
- TNA Women's World Championship (4 lần; Đầu tiên; Defeated Velvet Sky at TNA Turning Point)
- TNA Knockout of the Year